# Arakapás
Arakapás (grec moderne : Αρακαπάς) est un village de Chypre de plus de 307 habitants.